# ماورو سيرجيو مارتينز فيانا
ماورو سيرجيو مارتينز فيانا (22 مايو 1984 في البرازيل - ) هو لاعب كرة قدم برازيلي في مركز الدفاع.

## وصلات خارجية
- ماورو سيرجيو مارتينز فيانا على موقع قاعدة بيانات كرة القدم.إي يو (الإنجليزية)
- ماورو سيرجيو مارتينز فيانا على موقع Soccerway.com (الإنجليزية)